# Bifångst

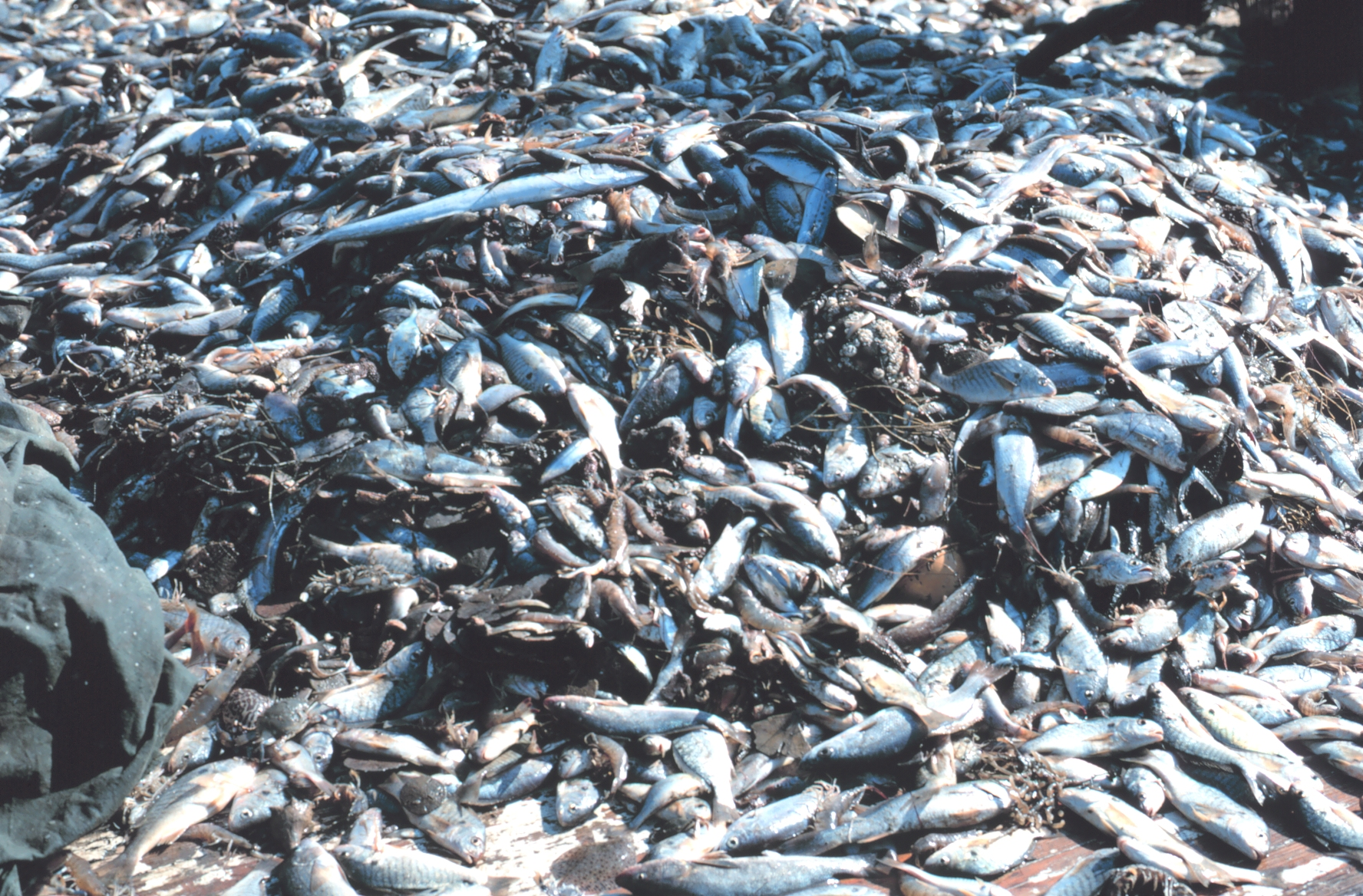
Räkbifångst

Bifångst kallas arter, eller icke könsmogna individer av målarten, som oavsiktligt fångas vid redskapsfiske, det vill säga fångst som man egentligen inte är ute efter.

## Definition
OECD (1997) definierar "bycatch" som total fishing mortality excluding that accounted directly by the retained catch of target species (ungefärlig översättning: den totala mängden fisk som dödats exklusive de som räknas med i den behållna fångsten av målarter).
Alverson et al. (1994) anger att det finns åtminstone fyra olika användningar av ordet bifångst ("bycatch") inom fiske:
- Bifångst är fångst vilken är behållen och såld, men vilken inte är den efterfiskade arten för fisket.
- Särskilt i norra och västra Stilla havet och i amerikansk lagstiftning betyder bifångst fisk av arter/storlekar/kön som kastas bort.
- Bifångst är alla fångst utöver målarter, vare sig den behålls och säljs eller om den kastas (Hall, 1996).
- Icke önskade ryggradslösa arter, som tagghudingar och icke säljbara kräftdjur.

## Exempel

### Valbifångst

Grupp av kortnäbbad delfin.

Valar, som delfiner, tumlare med flera, kan skadas allvarligt av att trasslas in i fiskenät och fiskelinor, eller fastna på fiskekrokar eller i trålar. Valbifångst ökar i intensitet och frekvens. I visst fiske fångas valar som bifångst men behålls på grund av sitt värde som mat eller bete. På det sättet kan valar bli ett mål för fiske.

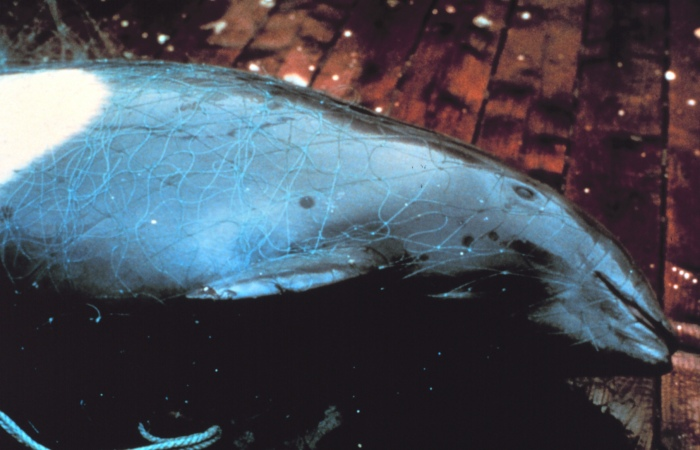
En Dalls tumlare fångad i fiskenät.

Ett exempel på bifångst är delfiner som fastnar vid fiske efter tonfisk. Eftersom delfiner är däggdjur och inte har gälar händer det att de drunknar när de fastnat i nät under vattenytan. Detta bifångsproblem är en av anledningarna till den växande miljömärkningen, där förpackningar märks med text som "delfinsäkert" och liknande. Dessa märkningar kan dock betyda olika saker beroende på vilket certifikat som följs. Miljöorganisationen Earth Island Institutes (EII) främsta kriterium är att "fiskare inte med avsikt får jaga, nätfiska eller ringa in delfiner under tonfiskfisket". Certifiering under organisationen Agreement on the International Dolphin Conservation Program (AIDCP) kräver istället, bland annat att tonfisken måste ”fångas med drag som inte leder till att delfiner dör eller tillfogas svåra skador”.